# ThSV Eisenach
El Thüringer Sportverein Eisenach es un club de balonmano alemán de la ciudad de Eisenach, en el estado de Turingia. Fue fundado en 1949.
Durante la temporada 2023-24, el suizo Manuel Zehnder se consagró como máximo goleador de la Bundesliga, siendo uno de los artífices de la salvación del conjunto de Eisenach.

## Plantilla 2024-25
|  | Porteros - 01 Matija Špikić - 12 Silvio Heinevetter - 31 Bastian Freitag Extremos izquierdos - 05 Timothy Reichmuth - 82 Ivan Snajder Extremos derechos - 11 Gian Attenhofer - 21 Moritz Ende Line players - 14 Peter Walz - 27 Philipp Meyer - 34 Rok Marić - 52 Justin Kurch | Laterales izquierdos - 06 Aleksandar Čaprić - 10 Fynn Hangstein - 15 Simone Mengon - 17 Marko Grgić Centrales - 04 Filip Vistorop Laterales derechos - 39 Malte Donker - 95 Alexander Saul |